# Никловицька сільська рада
Ни́кловицька сільська́ ра́да — орган місцевого самоврядування у Самбірському районі Львівської області. Адміністративний центр — село Никловичі.

## Загальні відомості
Никловицька сільська рада утворена в лютому 1940 року. Територією ради протікає річка Вишня.

## Населені пункти
Сільській раді підпорядковані населені пункти:
- с. Никловичі
- с. Загір'я
- с. Орховичі

## Склад ради
Рада складається з 12 депутатів та голови.

### Керівний склад попередніх скликань
| ПІБ                       | Основні відомості                                                                                  | Дата обрання | Дата звільнення |
| ------------------------- | -------------------------------------------------------------------------------------------------- | ------------ | --------------- |
| Голубка Марія Ярославівна | Сільський голова, 1964 року народження, освіта середня спеціальна                                  | 26.03.2006   | 31.10.2010      |
| Голубка Марія Ярославівна | Сільський голова, 1964 року народження, освіта середня спеціальна, Політична партія «Наша Україна» | 31.10.2010   |                 |

Примітка: таблиця складена за даними джерела